# Aerenea quadriplagiata
Aerenea quadriplagiata är en skalbaggsart som först beskrevs av Karl Henrik Boheman 1859.  Aerenea quadriplagiata ingår i släktet Aerenea och familjen långhorningar.
Artens utbredningsområde är:
- Paraguay.
- Uruguay.

Inga underarter finns listade i Catalogue of Life.